# تپه کوالان
تپه کوالان مربوط به دوره اشکانیان است و در شهرستان کوثر، بخش مرکزی، دهستان سنجبد شمالی، روستای بنماران واقع شده و این اثر در تاریخ ۱۵ دی ۱۳۸۷ با شمارهٔ ثبت ۲۳۹۸۳ به‌عنوان یکی از آثار ملی ایران به ثبت رسیده است.